# Лизий
Лизий (на гръцки Λυσίας, на латински Lysias) е прочут древногръцки оратор (458-375 пр.н.е.), чиито речи се смятат за образец на атическото красноречие. Лизий е бил логограф (автор на съдебни речи) и е един от десетимата атически оратори, включени в „Александрийския канон“, съставен от Аристофан Византийски и Аристарх Самотракийски през 3 в. пр.н.е.

## Биография
Лизий е роден през 458 пр.н.е. в заможното семейство на Кефал, син на Лизаний, преселил се от Сиракуза в Атина по покана на Перикъл. Първоначалното си образование получава при най-добрите учители в Атина. През 443 пр.н.е. заедно с по-големия си брат Полемарх участва в създаването на колонията Турии в Южна Италия, където живее през следващите тридесет години. Получава реторическо образование при известните оратори Тизий и Никий от Сиракуза. След поражението на атиняните в Сицилианската експедиция е обвинен заедно с брат си и още триста граждани на Турии, че симпатизира на Атина и атинската политика и през 412 пр.н.е. е принуден да напусне града. Лизий се връща в Атина, където заедно с брат си става собственик на работилница за щитове. Двамата братя се замогват и през 404 пр.н.е. вече притежават 3 къщи, в работилницата им работят 120 роби, а самият Лизий има състояние от 3 таланта сребро, 300 кизикски статера и 100 персийски дарейки. Но след поражението на Атина от Спарта в 404 пр.н.е. в града е установено проспартанското олигархично управление на т.нар. „Тридесет тирани“. Лизий и брат му Полемарх са арестувани под предлог, че са привърженици на демокрацията, а всъщност заради богатствата си, които Тридесетте искат да заграбят. Лизий успява да избяга през задния вход на къщата, в която е задържан, и след като узнава, че брат му вече е пратен в затвора, през нощта се отправя към Мегара. Впоследствие Полемарх е осъден на смърт, без да му се даде възможност да се защити, а цялото семейно имущество, включително готовата продукция на работилницата, възлизаща на 700 щита, е конфискувано.
По време на изгнанието си Лизий участва в борбата за възстановяване на демокрацията, като предоставя безвъзмездно на Тразибул и съмишлениците му 2000 драхми и 200 щита, спомага за наемането на 300 войници и убеждава своя приятел Тразидей да даде 2 таланта. През 403 пр.н.е. в Атина е възвърнато демократичното управление, а на Лизий, който дотогава е имал статус на метек (преселник), като благодарност за помощта са гласувани пълни граждански права. Но поради неспазването на някои формалности около гласуването това решение много скоро е отменено и Лизий остава да живее в града като пълноправен метек. По това време Лизий произнася известната си реч „Срещу Ератостен“, един от Тридесетте тирани, който е пряко отговорен за арестуването и смъртта на брат му Полемарх. За да може да се издържа, след като е загубил имуществото и спестяванията си, Лизий се посвещава на реториката и пише съдебни речи срещу заплащане почти до края на живота си (най-късната от запазените му речи се датира в 381 – 380 пр.н.е.).

## Стил
Лизий проявява литературен такт, хумор и внимание към характера в запазените си речи, той е известен и с прилагането на реторически умения, за да скрие, прикрие тези способности. При него се забелязва желанието писаната реч, която трябва да бъде произнесена от клиент, да бъде подходяща за неговата възраст и обществено положение и да съответства на обстоятелствата – това е умението му да пресъздава характера на произнасящия речта както чрез цялостния текст, така и чрез отделните детайли. Всъщност Лизий е първият, който успява да направи този вид адаптация по наистина артистичен начин.
Неговият език е ясен и неукрасен, свободен от неприсъщи на ежедневната реч думи и обрати, образец на чистия атически диалект. Още античните критици обръщат внимание на майсторството на Лизий да описва събитията сбито, но в същото време живо и изчерпателно.
Езикът му е такъв, че речите му се разгръщат с лекота, за разлика от предшественика му Антифонт, който търси изключително забележителния колорит, както и в сравнение с неговия ученик и последовател Изей, при който има по-видимо излагане на артистизма и по-логически маниер на аргументацията, както и в сравнение със силното красноречие и твърдата убедителност на Демостен.
Така че Лизий още в древността става модел за ясен и обикновен стил (ἰσχνὸς χαρακτήρ, ἰσχνὴ/λιτὴ/ἀφελὴς λέξις: остър, проницателен, изтънчен). Гръцките и римските критици различавали три стила на реторическата композиция – висок (или сложен, обстоен, подробен), обикновен и среден, като обикновеният е най-близък до езика на ежедневието. Гръцката реторика започва с високия стил, но после Лизий полага основите на изящния обикновен стил, а за Демостен може да се смята, че използва ефективно идеалния компромис между двата стила.

## Произведения
В античността на Лизий са били приписвани около 400 речи, като критиците са определяли като автентични 233 от тях – този брой надвишава неколкократно броя на речите на всеки от останалите атински оратори. Най-голям дял в творчеството му са заемали съдебните речи, а освен тях е имало няколко съвещателни, празнични, похвални и надгробни слова, писма и може би ръководство по реторика. До наши дни са се запазили изцяло или в значителни откъси 34 речи, към които трябва да се прибави и речта на Лизий за любовта, цитирана от Платон в диалога „Федър“. Още 127 речи са ни познати в кратки фрагменти или като заглавия.
По-известни речи на Лизий са: За убийството на Ератостен (1) – защитна реч за мъж, убил любовника на съпругата си; Надгробна реч (2) за падналите в Коринтската война; Срещу Ератостен (12) – произнесена от самия Лизий през 403 пр.н.е.; Срещу търговците на жито (22) – по повод спекулата със зърно след края на Коринтската война през 387 пр.н.е.; За инвалида (24) – защита на инвалид, неправомерно лишен от социалната си пенсия; Обвинителна реч срещу секретаря Никомах (30), който злоупотребявал с положението си, за да фалшифицира закони и не дал отчет след изтичане на мандата си (399 пр.н.е.); Олимпийска реч (33) – произнесена от Лизий на Олимпийските игри през 388 пр.н.е. и призоваваща елините да се обединят срещу Персия и срещу тиранина на Сиракуза Дионисий; За опазването на завещания от бащите ни държавен строй в Атина (34) – произнесена при възстановяването на демокрацията през 403 пр.н.е.